# Traian (Bacău)
Traian è un comune della Romania di 2 952 abitanti, ubicato nel distretto di Bacău, nella regione storica della Moldavia.
Il comune è formato dall'unione di 5 villaggi: Bogdănești, Hertioana de Jos, Hertioana-Răzeși, Traian, Zapodia.
A seguito della Legge N. 67 del 23 marzo 2005 il villaggio di Prăjești si è staccato dal comune, divenendo comune autonomo.